# El Rastreador
El Rastreador é uma comuna da província de Córdoba, na Argentina.